# Salzburger Chronik
Die Salzburger Chronik war eine österreichische, katholisch ausgerichtete Zeitung, die zwischen 1865 und 1938 in Salzburg erschien. Von 1865 bis 1873 hieß sie Salzburger Chronik für Stadt und Land, ihre Fortsetzung war ab 1938 die Salzburger Zeitung. Sie erschien zunächst nur wöchentlich, ab 1867 wurden drei Ausgaben pro Woche gedruckt. Um der Konkurrenz gewachsen zu sein, stellte man ab 1882 auf werktägliches Erscheinen um und gab gleichzeitig ein Wochenblatt heraus.

## Geschichte
Die Salzburger Chronik für Stadt und Land wurde 1865 von Johann Zimmermann, dem ersten Regens des Salzburger Priesterseminars gegründet. Erster Herausgeber war Joseph Schwer, auf ihn folgten von 1887 bis 1897 der spätere Salzburger Landeshauptmann Alois Winkler und danach Sebastian Danner.
Von 1908 bis zur Einstellung der Zeitung im Jahr 1938 fungierte der Salzburger Pressverein unter der Leitung des Priesters Daniel Etter als Eigentümer und Herausgeber. Chefredakteur in der Zwischenkriegszeit war der Priester Leonhard Steinwender, der ab 1933 zusätzlich Propagandaleiter der Vaterländischen Front war.

## Inhalt
Anfangs enthielt die Zeitung nur wenige Rubriken. Um 1870 gab es ein Feuilleton, einen Tagesbericht, Korrespondenzen, Personalnachrichten, einen Auszug aus dem Amtsblatt sowie die aktuellen Getreidepreise und Börsenkurse. Nach dem Ausbruch des Ersten Weltkriegs stand die Kriegsberichterstattung im Vordergrund.
Im Austrofaschismus war die Salzburger Chronik von Antisemitismus geprägt und verschieb sich dem Personenkult rund um Schuschnigg beziehungsweise Dollfuß. Ebenso war die Ausbildung einer gestärkten Österreich-Idee Inhalt der Zeitung.